# Me voici
Me voici (titre original : Here I am) est le quatrième roman de l’écrivain juif américain Jonathan Safran Foer. Publié dans sa langue originale en 2016 chez Farrar, Straus and Giroux, il est traduit en français en 2017, par Stéphane Roques et publié aux éditions de l'Olivier.

## Résumé
Quand la destruction d'Israël commença, Isaac Bloch se demanda s'il valait mieux se tuer ou emménager dans une maison de retraite juive (p. 11). Ainsi commence cette fiction. Elle s'achève avec La Bible, le livre qu'a tenté d'écrire Jacob sur sa propre famille du début du XXIe siècle .
Peu de temps auparavant, le rabbin Singer, de l’école Adas Israel (Synagogue Historique Sixth & I, à Washington) convoque Jacob et Julia Bloch, mariés le 23 août 2000, pour entretien, en raison d’un écrit injurieux et raciste retrouvé sur le bureau de leur premier fils, Samuel (Sam), que celui déclare ne pas avoir écrit. Jacob le croit, pas Julia.
La fiction présente presque une année (2016) dans la vie d'une famille juive américaine du nord-est, résidant 2294 Newark Street (p. 276, Washington (district de Columbia)), avec de nombreux retours en arrière, dont un bref séjour en Israël (et à Damas, et un autre à Berlin) : vie quotidienne, médias américains, sports américains, politique israélienne, culture juive, Bible...
L'ancêtre, Isaac, qui n'a même pas eu à demander de changer de nom à Ellis Island,  est presque sur le point de partir en maison de retraite juive, mais redoute de déménager, et surtout attend d'assister à la bar mitzvah de Samuel. Isaac avait été l'incarnation de l'histoire de Jacob ; le cellier psychologique de son peuple, dont les étagères s'effondraient (p. 410).
Le grand-père Irving est un formidable grand-père, mais aussi selon son fils un porc ignorant, narcissique et suffisant (p. 282).
Le père, Jacob, est un romancier honorable, ambitieux, quais fauché (p. 306), devenu scénariste de série TV, accusé par son père d'être futile et pour ses manquements à la parfaite menschitude (p. 307). Il reconnaît lui-même ses plaisirs lubriques, le fait qu'il a passé quatre mois à envoyer des textes salaces ou pornographiques à une collègue (sans savoir si elle les a reçus), qu'il a acheté un second téléphone portable pour mieux communiquer. Quand Julia le découvre et exige le code d'accès, il le jette par la fenêtre fermée dont il brise le verre. Julia le considère parfois comme un imposteur, un salaud. Dans l'éducation des enfants, il estime qu’il n'y a pas de gros mots, rien que des mots utilisés à mauvais escient (p. 423).
La mère, Julia, est malheureuse. Jacob pourrait détailler ses névroses, ses incohérences, ses faiblesses, ses hypocrisies, ses laideurs, ou simplement lui déclarer Tu es le fléau de ma vie (p. 141). Julia perçoit leurs identités parentales respectives sur le mode profondeur et amusement, lourdeur et légèreté, gravité et plaisir (p. 423). Elle aspire à un grand déballage, à une apparence de bonheur, à une thérapie de couple, mais leur psychologue exige la fidélité en consultation.
Max regarde surtout des vidéos sur son i-Pad, et se fait remarquer pour ses plaintes rituelles de désœuvrement (p. 405). Il est souvent en conflit avec son père (J'ai pas dit Entrez), mais parfois aussi en complicité : conversations, jeux, rires.
Sam se prépare malgré lui à sa bar-mitsva, avec une grosse réticence à entrer dans une synagogue (p. 32). Il est opposé à toute violence contre les animaux, friand des images de violences humaines, et se réfugie souvent dans Other Life, son bunker émotionnel. Il y construit une synagogue, pas pour la détruire, mais pour s'y sentir bien, mais dès la première imperfection découverte, irréparable, il la détruit (je vais faire sauter ce bâtiment, raser la synagogue). Après la disparition Samanta, son second avatar, Glaucome recherche la solitude non pour être seul, mais pour être loin des autres (p. 443). Il se reconnaît obsédé par la solitude, la souffrance, la culpabilité, la honte, la peur, et la judéité (p. 454), surtout dans une famille non pratiquante, ce qui n'est pas un signe de paresse, d'intégration ou d'inertie (p. 458, selon Irving et Jacob).
Dans sa petite enfance, Sam a eu la main gauche broyée par une porte à la maison, et a été recousu. Maintenant, Sam est puni à la maison pour le scandale à l'école, amis il est accompagné par sa mère à une session du simulation des Nations-Unies 2016, où son groupe (dont Billie) représente la Micronésie placée devant un sérieux problème puisqu'elle se trouve, par un hasard de fret aérien, posséder une bombe nucléaire, pour laquelle divers états surenchérissent (p. 241). La relation à sa mère est problématique : C'est à cause de ma mère que Kurt Cobain s'est suicidé (p. 217. Sa vie sexuelle est déjà ancienne (p. 443-447).
Billie est la seule à pouvoir lire L'art d'être parents, à tort ou à raison. 
Après dix ou quinze ans d'harmonie (relative), le couple Jacob-Julia (et donc la famille) se disloque : tant de précautions, tant de précieuses surinterprétations et d'esquives, et pas le moindre champ de mines. Mais un champ de bataille digne de la Guerre civile (p. 184), d'où l'évocation de la Bataille d'Antietam (1862).
En plein milieu du discours offensif de Billie en tant que représentante du groupe de la Micronésie, la séance est interrompue en raison d'un tremblement de terre au Moyen-Orient, avec un épicentre très profond sous la mer Morte (p. 339). Ce séisme est logiquement suivi par des actions humanitaires et surtout guerrières : c'est le sens de la première phrase du roman, développée dans la seconde moitié du roman.
Un commentateur autorisé israélien rappelle les normes de construction en Israël, imagine la suite (en heures, années, générations), et redoute les troubles politiques dans la région. Tamir, qui vient d'arriver d'Israël avec son fils, rappelle que sa maison est selon la loi pourvue d'un abri souterrain anti-bombes. Jacob se rappelle que l'épicentre de sa vie est le zoo de Washington, et qu'il aurait aimé construire un gigantesque abri sous l'abri de la maison de Tamir. Sam, de retour sur Other Life s'étonn[e] de ne pas péter un câble pour la disparition de Samanta (un avatar insensible, ça n'existe pas), et comprend que la synagogue sensible [...] désir[e] un sous-sol,(p. 359), qu'il s'empresse de creuser, au risque de saper les fondations de sa synagogue. Et Isaac meurt (asphyxie par pendaison), mais sans qu'on puisse désormais enterrer le corps dans la tombe qu'il s'est achetée en Israël.
Localement, et devant le téléviseur allumé diffusant le chaos là-bas, dont la nouvelle Transarabie, il faut donc aussi gérer les conséquences pour les deux cérémonies à venir, la bar-mitzvah et l'enterrement, et l'éclatement probable de la famille, dans l'explosion du monde.
Sam a découvert des textes de son père, son second téléphone, qu'il a déverrouillé, et dont il a lu les messages pornographiques.
Jacob se rappelle comment il s'est senti incroyablement vivant dans la fosse d'un lion, à treize ans, avec Tamir. Et il se sent insignifiant, fatigué de sa petite vie étriquée. Tamir l'accuse de donner à Israël seulement 1% de ses revenus au mieux (alors que lui en donne 60%) et de continuer de dire nous au nom des Juifs.
La judéité travaille chaque personnage.

## Appréciation
Safran Foer aborde ici des sujets qui lui sont chers et qu’il a déjà traité dans ses premières œuvres (la famille, les rapports entre générations différentes, la recherche des origines, les traditions juives, …), ainsi que les thèmes de sa maturité  (le divorce, la mort, ...).
Avec un regard à la fois tendre et caustique, il décortique la vie de la famille Bloch, en nous donnant un portrait tranchant de la petite bourgeoisie juive américaine.
Les parents, Jacob et Julia, font face à leurs frustrations conjugales ; les enfants, Sam, Max et Benjamin, enquêtent sur la vie d’adulte, entre réalités virtuelles et traditions familiales ; les grands-parents essayent de soigner les blessures du passé.
L’écriture est travaillée de manière à rendre le style du langage SMS et des échanges métamorphosés par les réseaux sociaux. Les phrases s’enchaînent avec rapidité et nous embarquent dans une sorte de voix chorale et bourdonnante d’échos.
Le résultat, une fragmentation à la fois écrite et orale, est comme le miroir des difficultés de communication de la famille contemporaine, à la recherche de son nouvel équilibre entre passé et futur.

## Titre
Le titre, présent dans le texte, renvoie à une triple citation du chapitre 22 de la Genèse, connu comme le sacrifice d'Abraham ou  comme le sacrifice d'Isaac :
1. Abraham ! — Me voici ! — Prends ton fils unique, celui que tu aimes, Isaac, et va-t'en en pays de Moria, et là offre-le en holocauste...
2. [...] Mon père ! — Me voici, mon fils ! — Voici le feu et le bois...
3. [...] Abraham ! Abraham ! — Me voici ! — Ne porte pas la main sur l'enfant ! [...] Tu ne m'as pas refusé ton unique.

## Personnages
- Samuel Bloch (Sam), 12-13 ans, protagoniste, adepte de sa communion de communautés dans le monde virtuel de Other Life, pas ravi de la bar-mitzvah obligée
  - Billie, son amoureuse, noire, de parents divorcés
  - Samanta, avatar latino de Sam dans Other Life, morte à cause de Jacob
  - Glaucome (p. 439), nouvel avatar
- Max Bloch, 10-11 ans, petit frère de Sam, empathie poussée à l'extrême, aliénation auto-imposée (p. 454)
- Benjamin Bloch (Benjy), 5-6 ans, frère benjamin de Max, obsédé par la métaphysique et les principes de sécurité élémentaires (p. 454), questionne, apprend à faire du vélo
- Argos, ex-Stan, vieux chien de famille, geignard éclectique, incontinent, à euthanasier,
- Julia Bloch, mère, 43 ans, architecte (n'ayant construit encore rien), malheureuse, castratrice
  - Allen et Leah Selman, grands-parents, en Floride
- Jacob Bloch, 42 ans, père, écrivain de scénarios et de dialogues de série télé à relatif succès
  - Irving Bloch (Irv), grand-père, Opi, grand artisan de la loi Voting Rights Act (1965)
  - Deborah Bloch, grand-mère, Omi
  - Isaac Bloch, 70 ans au moins, arrière-grand-père, dépressif, presque prêt à partir en maison de retraite juive, enfin en tête de liste d'attente, inquiet de devoir déménager
  - Gershom Blumenberg, mort depuis longtemps, fils d'Anshel, père d'Isaac, grand rabbin de Drohobytch, mort dans l'incendie d'une synagogue (p. 275)
- le rabbin Singer, de l’école Adas Israel (Synagogue Historique Sixth & I, à Washington)
- Cousins israéliens : Tamir (42 ans, patron de start-up high-tech, veuf de Sarah, père de Barak), Schlomo, mais aussi Rivka, Noam, Yael
- Docteurs : Silvers, Kaiser, Schlesinger, Fred
- Vétérinaires : Hazel, Shelling
- Enseignant : Schneidermann
- Rabbin : Auerbach (p. 457) pour l'enterrement d'Isaac
- Mark et Jennifer, couple d'amis, qui divorcent

## Découpage
- I Avant la guerre (p. 9)
  - Revenir au bonheur
  - Me voici pas
  - Le bonheur
  - Une main de la même taille que la tienne, une maison de la même taille que celle-ci
  - Me voici pas
  - La quintessence
  - C-e-l-a-n-o-n-p-l-u-s-n-e-p-a-s-s-e-r-a-p-a-s
  - La quintessence
  - Me voici pas
  - Quelqu'un ! quelqu'un !
  - Le mot en "n"
- II Apprendre l'éphémère (p. 181)
  - Antietam
  - Damas
  - L'autre côté
  - Pas encore
  - L'autre vie de quelqu'un d'autre
  - L'urgence virtuelle
  - L'autre mort de quelqu'un d'autre
  - Une renaissance complète
- III De l'usage du poing juif (p. 259)
  - Tenir un stylo, cogner, amour-propre
  - Le mot en "a"
  - Peut-être une question de distance
  - Au fond, on est parfaitement bien chez soi
  - Les israéliens débarquent
  - Vraiment vrai
  - Vey iz mir (ça va mal)
  - La deuxième synagogue
  - Le séisme
- IV Quinze jours de cinq mille ans (p. 371)
- V Ne pas avoir le choix est aussi un choix (p. 389) (Kein briere iz oich a breire (p. 465))
  - Le mot en i
  - Absorber ou absoudre
  - Que savent les enfants ?
  - La version authentique
  - Il y a des choses qui sont difficiles à dire aujourd'hui
  - Les noms étaient magnifiques
  - Réincarnation
  - Plus que les lamentations
  - Regardez ! un petit hébreu qui pleure
  - L'antre du lion
  - Dans la porte
  - Qui se trouve dans la chambre inoccupée ?
  - De zelbe prayz (le même prix)
- VI La destruction d'Israël (p. 579)
  - Rentrez au pays
  - Aujourd'hui, je ne suis pas un homme
  - Ô juifs, votre heure est venue !
  - Rentrez au pays
  - Aujourd'hui, je ne suis pas un homme
  - Ô juifs, votre heure est venue !
  - Aujourd'hui, je ne suis pas un homme
  - Ô juifs, votre heure est venue !
  - Rentrez au pays
  - Aujourd'hui, je ne suis pas un homme
  - Ô juifs, votre heure est venue !
  - Rentrez au pays
- VII La Bible (p. 627)
- VIII Chez soi (p. 711)

## Style
Le texte est grandement composé de conversations, à deux ou plus, en famille (cuisine, salon salle de bains, chambres), ou par téléphone (avec ou sans les paroles de l'interlocuteur), en textos ou en mails, ou en messagerie dans Other Life, souvent sur le mode du coq à l'âne (p. 209), pas sans cohérence, mais sans transition : jeu de mots, mot d'esprit, blague, pointe. Mais on n'a jamais de conversation familiale (p. 413).
Une partie amusante des dialogues tient à ce qu'il faut souvent expliquer, à Benjy surtout, le sens des mots ou expressions : C'est quoi une machine à écrire ?, Avec mon ghetto-blaster. — Ton quoi ?
Une partie tient à un jeu sur l'incompréhensibilité et l'incommunicabilité : Personne ne comprit la blague (p. 241) ; Ne fais pas attention à ce que je dis. — Je sais. Ne fais pas attention aux questions que je te pose. (p. 236) ; Mon GPS de conversation est HS (p. 271) ; son amour pour les contronymes : des mots qui veulent dire une chose et son contraire (p. 288).
Le procédé est présenté explicitement (p. 183) : X entendit ceci mais ne s'entendit pas dire cela, Y dit ceci et Y entendit cela.
Selon un exemple fourni à Max par Jacob, alors lycéen, il avait interprété certaines paroles de Kurt Cobain I can see from shame alors que les vraies paroles étaient aqua seafoam shame : Mais ça veut dire quelque chose ? — Non, rien du tout. C'était ça mon erreur. Je m'étais mis dans la tête que ça voulait dire quelque chose (p. 179).
Une partie tient à certaine logique tordue (p. 149), ironie, humour juif (américain, plus rarement israélien), portant sur soi, sur les autres, sur la culture juive, sur le monde : l'archevêque Porte-un-Tutu (p. 280) ; Mes parents me tueraient si je meurs avant ma bar mitsva (p. 520).
Une partie tient à certaine liberté sexuelle revendiquée : un poing juif ne sert pas qu'à se masturber et à tenir un  stylo (p. 281).
Enfant, rappelle Deborah, en reprise de son discours au mariage juif de Jacob et Julia, Jacob a simulé être aveugle, puis sourd, puis dos brisé, puis jambe brûlée, pas par jeu ni pour répéter un rôle, ni comme une tentative de communiquer quelque chose, mais pour de vrai et pour toujours (p. 368).
L'avant-dernière partie, nommée La Bible, est très différente, puisque supposée écrite et tirée sur papier, et comportant peu de dialogues. Chaque petite sous-partie se présente comme un mode d'emploi (Comment jouer les souvenirs tardifs) et consiste en un souvenir de moment familial particulier, passé, présent ou à venir
La dernière partie est plus dépouillée, apaisée, désespérée : on a gagné mais on a perdu. Et Argos peut s'en aller.